# آثار عجم
آثار عجم یا شیراز نامه اثر فرصت‌الدوله شیرازی، کتابی است در زمینه‌های تاریخ، جغرافیا، آثار باستانی که توضیحاتی راجع به زندگینامه شخصیت‌ها و شاعران خوش نویسان نقاشان واهل صنایع مشهور شیراز و منطقه فارس را هم شامل می‌شود.
- گرچه بیشتر مطالب این کتاب راجع به منطقه فارس است ولی مطالبی راجع به مناطق دیگر ایران و جهان نیز در کتاب آمده است.
- اولین بار آثار عجم در ذیحجه ۱۳۱۴ در بندر معمورهٔ بمبئی تعداد ۶۰۴ صفحه در مطبع ناصری چاپ شد.
- فرصت الدوله در این کتاب به بهترین شکل تمام آثار ونقش برجسته های باستانی را در تخت جمشید ودیگر مناطق باستانی ایران نقشه برداری کرده و با درج اندازه و ترجمه خطهای میخی در این کتاب به چاپ رسانده.
- و دفعه دوم در ماه جمادی‌الاول سال ۱۳۵۲ هجری قمری در مطبع نادری باهتمام عبدالله طهرانی در بمب‌ئی در ۵۹۶ صفحه چاپ شد.و نسخه سوم در سال ۱۳۶۲ خورشیدی در ابانماه توسط انتشارات بامداد به چاپ رسید.[۱][۲]

در سال ۱۳۷۹ هـ.ش نسخهٔ معتبری از این کتاب، با تصحیح و تحشیهٔ منصور رستگار فسایی از سوی انتشارات امیرکبیر چاپ و منتشر شده‌است.

## نگارخانه
نمونه‌هایی از طراحی‌های فرصت‌الدوله شیرازی از بناهای تاریخی ایران:

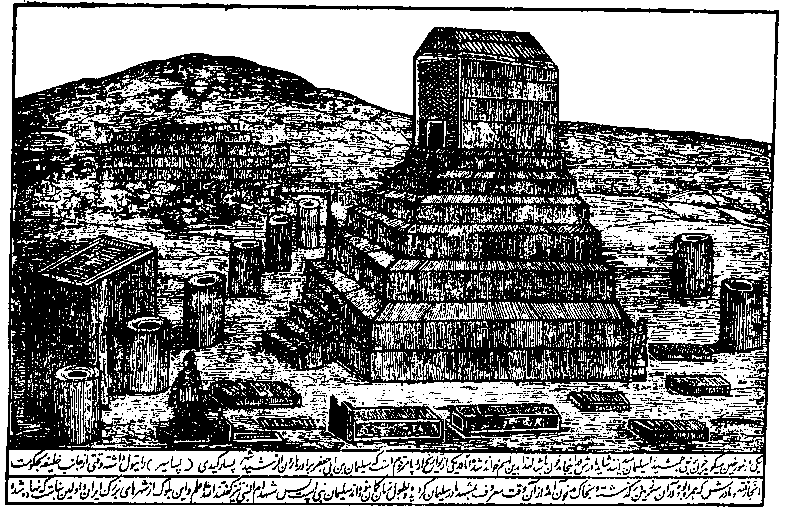
مقبره کوروش
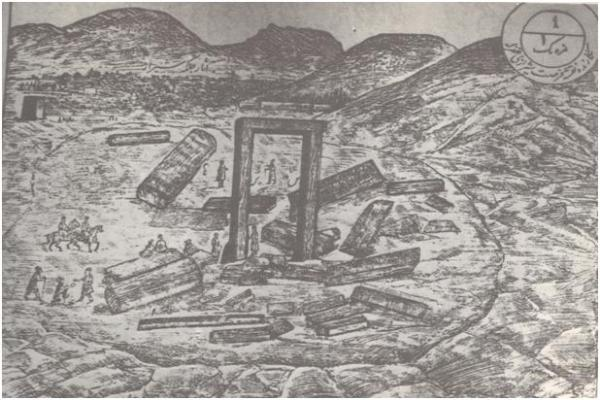
نقش برجسته‌های سنگ‌های قصر ابونصر
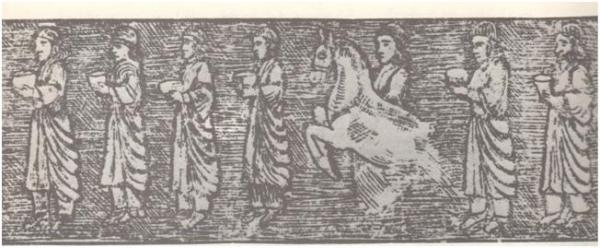
آثار قصر ابونصر